# Theodor Müngersdorf
Theodor Rudolf Müngersdorf (* 28. Februar 1870 in Frankfurt am Main; † Dezember 1932 Berlin) war ein deutscher Dirigent und Komponist.

## Leben und Wirken
Müngersdorf war zunächst in den 1890er Jahren als Solo-Korrepetitor am Theater seiner Heimatstadt Frankfurt am Main verpflichtet, bevor er ab etwa 1900 am Königlichen Theater in Cassel zum Musik- und Chordirektor (Hofkapellmeister) avancierte. Nach seiner Übersiedlung nach Berlin etwa 1910/1911 war er freiberuflich tätig und unterrichtete auch. Zu seinen Schülern um 1920 gehörte der spätere Generalmusikdirektor Erich Peter.

## Veröffentlichungen
- Acht Gesänge aus dem Locheimer Liederbuch. Wölbing-Verlag, Berlin o. J. (ca. 1928).